# Robert Lehmann (SS-Mitglied)
Robert Lehmann (* 14. September 1910 in Aubeln, Österreichisch-Schlesien, Österreich-Ungarn; † 24. Dezember 1973 in Bad Kissingen) war ein deutscher SS-Hauptsturmführer und stellvertretender Führer des Einsatzgruppe H.

## Leben
Robert Lehmann war Sohn eines Bautechnikers. In Aubeln besuchte er die Volks- und Realschule und schrieb sich nach dem 1929 abgelegten Abitur an der Deutschen Technischen Hochschule in Prag für Chemie ein. Nach fünf Semestern setzte er sein Studium an der Naturwissenschaftlichen Fakultät der Prager Deutschen Universität fort, legte dort Anfang 1934 die Lehramtsprüfung für Gymnasien und Realschulen ab und wurde im Oktober desselben Jahres zum Dr. rer. nat. promoviert. Von Juni 1934 bis Juli 1936 leistete er aktiven Militärdienst beim tschechoslowakischen Heer. Nach Beendigung der Dienstzeit heiratete er und wurde Lehrer an einer staatlichen Bürgerschule im Riesengebirge.
Im April 1937 zog er nach Deutschland. Er wurde im SD-Oberabschnitt Südost in Breslau eingestellt und nach der Ende Januar 1938 erfolgten Einbürgerung als Oberscharführer in die SS aufgenommen. Im selben Jahr stellte er einen Antrag auf Aufnahme in die NSDAP, nachdem er bereits 1932 Mitglied der DNSAP in Opava geworden war und sich während seines Studiums aktiv im NSDStB Prag betätigt hatte. Im Jahre 1943 wurde er mit dem Kriegsverdienstkreuz II. Klasse mit Schwertern ausgezeichnet.
Während des Krieges verrichtete Lehmann seinen Dienst im RSHA, Gruppe I B (Erziehung, Ausbildung und Schulung), unter anderem in der Führerschule der Sicherheitspolizei in Charlottenburg. Mitte September 1944 wurde er in die Slowakei versetzt, wo er als Stellvertreter des Chefs der Einsatzgruppe H fungierte sowie in der ersten Hälfte des Dezembers 1944 vorübergehend als Führer des z.b.v.-Kommandos 29. Er unterzeichnete im September 1944 einen Lagebericht über eine „größere Judenaktion“, bei der mit Hilfe des deutschen Heimatschutzes und Hlinka-Gardisten 1600 Juden festgenommen und anschließend nach Auschwitz deportiert wurden.
Nach dem Krieg lebte Lehmann in der Bundesrepublik und betrieb in Osnabrück eine chemische Fabrik. Er verstarb 1973 in Bad Kissingen.